# Аліче-Кастелло
Аліче-Кастелло (італ. Alice Castello, п'єм. Àles dël Castel) — муніципалітет в Італії, у регіоні П'ємонт, провінція Верчеллі.
Аліче-Кастелло розташоване на відстані близько 530 км на північний захід від Рима, 45 км на північний схід від Турина, 27 км на захід від Верчеллі.
Населення — 2737 осіб (2014).
Щорічний фестиваль відбувається 6 грудня. Покровитель — святий Миколай.

## Демографія
Населення за роками:

Станом на 1 січня 2023 року в муніципалітеті офіційно проживало 210 іноземців з 32 країн, серед них 24 громадяни країн Євросоюзу та 4 громадяни України.

## Сусідні муніципалітети
- Борго-д'Але
- Кавалья
- Ропполо
- Сантія
- Тронцано-Верчеллезе
- Вівероне